# 嶺南大學學生會

## 簡介
根據嶺南大學學生會會章，嶺南大學學生會是全體會員組成的自治機構，由會員大會、聯席會議、代表會、幹事會、編輯委員會及所有學生會的附屬組織依章處理學生會一切事宜，而其宗旨為：
- 發揚民主自治、團結及互助精神
- 謀求會員福利，保障會員權益
- 培養會員社會意識及責任感
- 關心社會問題，促進社會發展
- 與校方及校外團體緊密聯繫

## 學生會權力架構
- 最高決議
  - 會員大會：最高權力及立法機構。
  - 全民投票：會員通過投票形式對事項議決的途徑，其權責及決策權力等同會員大會的權責及決策權力。
  - 聯席會議：會員大會閉會期間的最高權力機構，負責處理一切會員大會閉會期間的會務，其權力僅次於會員大會及全民投票，並須向會員大會負責。
- 常設機構
  - 代表會：最高監察、代表民意、審核及草擬修改會章的機構，其權力僅次於會員大會、全民投票及聯席會議，並須向會員大會及聯席會議負責。
    - 由代表會主席、代表會副主席、委任代表、當然代表、普選代表、課程聯會代表、屬會代表、副學位代表及列席代表組成
    - 下設七個常設委員會，現時會章七個常設委員會為：財務委員會、修章委員會、會員事務委員會、檢察委員會、選舉委員會、屬會事務委員會及社區學院事務委員會

  - 仲議會：仲裁及司法機構，負責解釋會章，處理及仲裁學生會會內任何組織間及組織和會員間的起訴和糾紛，並須向會員大會、全民投票以及聯席會議負責。其裁決結果，代表會、幹事會、編委會、各屬下團體及各會員均須遵守。
    - 由主席、當然仲議員、直選仲議員或委任仲議員組成。

  - 幹事會：最高行政機構，並須向會員大會、聯席會議及代表會負責。
    - 由會長、副會長、外務副會長、財務幹事、常務秘書、內務秘書、外務秘書、校務幹事、學術幹事、時事及國是幹事、公關幹事、文康幹事、資訊統籌幹事、出版幹事、福利幹事、社運幹事、人力及資源管理幹事及國際交流幹事組成
    - 下設大學事務處 （副會長為當然處長）、外務處 （外務副會長為當然處長）、會務檢討處 （會長為當然處長）及秘書處 （常務秘書為當然處長）
      - 大學事務處：副會長 （當然處長）、校務幹事 （當然秘書及當然委員）、學術幹事 （當然委員）、文康幹事 （當然委員）
      - 外務處：外務副會長 （當然處長）、外務秘書 （當然秘書及當然委員）、時事及國是幹事 （當然委員）、 出版幹事 （當然委員）、社運幹事 （當然委員）、國際交流幹事 （當然委員）
      - 秘書處：常務秘書 （當然處長）、內務秘書 （當然委員）、外務秘書 （當然委員）、資訊統籌幹事 （當然秘書及當然委員）、人力及資源管理幹事 （當然委員）

  - 編輯委員會：學生報籌辦組織，肩負傳媒監察的角色，並須向會員大會、聯席會議及代表會負責。其出版物《嶺南人》（Lingnan Folk）及《嶺暉》（Campus Glow）為學生會的法定刊物。
    - 由總編輯、 副總編輯(行政部)、副總編輯(出版部) 、財務秘書、常務秘書、公共關係主任、排版及美術指導及執行編輯組成
    - 下設行政部及出版部
      - 行政部：行政部副總編輯 （當然部長）、財務秘書 （當然委員）、常務秘書 （當然委員）、公共關係主任 （當然委員）
      - 出版部：出版部副總編輯 （當然部長）、排版及美術指導 （當然委員）、執行編輯 （當然委員）

學生會的法定刊物由嶺南大學學生會編輯委員會負責出版，包括《嶺南人》和《嶺暉》，編委會在必要時可出版快訊、號外或特刊。

## 歷屆學生會主要成員
| 屆期（年份）        | 代表會主席                     | 仲議會主席^ | 幹事會會長                                   | 編輯委員會總編輯＊               |
| 第57屆（2024-2025） | 賴卓賢（署理會長）             | 出缺        | 出缺                                         | 陳佩妍〔內閣名稱：嶺翰〕         |
| 第56屆（2023-2024） | 吳泰霖（署理會長）             | 出缺        | 李京（臨時行政委員會主席）〔內閣名稱：鏡月〕 | 韓焯彥〔內閣名稱：萬嶺望〕       |
| 第55屆（2022-2023） | 賴文鈞                         | 出缺        | 陳嘉寶〔內閣名稱：翔曦〕                     | 任葆穎（署理）〔內閣名稱：溯嶺〕 |
| 第54屆（2021-2022)  | 江丞謙＃ -> 蘇竟邦（署理會長） | 出缺        | 唐健樂（臨時行政委員會主席）                 | 楊玉儀（署理）〔內閣名稱：待旦〕 |
| 第53屆（2020-2021)  | 駱梓鋒（署理會長）             | 出缺        | 何智鋒（臨時行政委員會主席）                 | 江丞謙〔內閣名稱：越嶺〕         |
| 第52屆（2019-20）   | 霍麗瑩# -> 曾卓瑤（署理會長）  | 出缺        | 出缺                                         | 王昊天 〔內閣名稱：弘納〕        |
| 第51屆（2018-19）   | 霍麗瑩（署理會長）             | 出缺        | 出缺                                         | 薛非凡（署理）〔內閣名稱：墨川〕 |
| 第50屆（2017-18）   | 林肇麟                         | 張梓俊      | 李翰林 〔內閣名稱：沛瑩〕                    | 林可淇（署理）                   |
| 第49屆（2016-17）   | 黃嘉輝                         | 司徒緯麟    | 鄭沛倫 〔內閣名稱：燧曦〕                    | 林肇麟 〔內閣名稱：驀嶺〕        |
| 第48屆（2015-16）   | 谷理揚                         | 出缺        | 劉振琳 〔內閣名稱：驚蟄〕                    | 許一傑 〔內閣名稱：載道〕        |
| 第47屆（2014-15）   | 羅冠聰                         |             | 出缺                                         | 谷理揚 〔內閣名稱：墨絡〕        |
| 第46屆（2013-14）   | 余僖弘                         |             | 葉泳琳 〔內閣名稱：逆風〕                    | 張文禮 〔內閣名稱：甦〕          |
| 第45屆（2012-13）   | 楊子傑                         |             | 陳樹暉 〔內閣名稱：狂瀾〕                    | 羅永富 〔內閣名稱：言晞〕        |
| 第44屆（2011-12）   | 鄧建華                         |             | 出缺                                         | 楊子傑 〔內閣名稱：百川〕        |
| 第43屆（2010-11）   | 羅英慈                         |             | 鄭司律 〔內閣名稱：鼎築〕                    | 關洛瑤 〔內閣名稱：薈聲〕        |
| 第42屆（2009-10）   | 林耀華（署理會長）             |             | 出缺                                         | 羅英慈 〔內閣名稱：覺〕          |
| 第41屆（2008-09）   | 鄧啟麟、馮凱琪（署理會長）     |             | 出缺                                         | 林耀華 〔內閣名稱：阡陌〕        |
| 第40屆（2007-08）   | 馮凱琪                         |             | 劉廣發                                       | 周宏量                           |
| 第39屆（2006-07）   | 高鷺宏                         |             | 譚俊傑                                       | 馮凱琪                           |
| 第38屆（2005-06）   | 曾梓維（署理會長）             |             | 出缺                                         | 高鷺宏                           |
| 第37屆（2004-05）   | 劉燦燊                         |             | 何頌曦                                       | 曾梓維                           |
| 第36屆（2003-04）   | 陳文瀚（署理會長）             |             | 出缺                                         | 伍家偉                           |
| 第35屆（2002-03）   | 林文傑                         |             | 梁善智                                       | 嚴嘉倫                           |
| 第34屆（2001-02）   | 高俊達                         |             | 出缺                                         | 林文傑                           |
| 第33屆（2000-01）＃ | 陳子敏/李慶榮                  |             | 盧偉明                                       | 廖婉薇                           |
| 第32屆（1999-2000） | 陳濤廣                         |             | 陳子敏                                       | 李慶榮                           |
| 第31屆（1998-99）   | -                              |             | 陳濤廣                                       | 林嘉慧                           |
| 第30屆（1997-98）   | 容樹濠                         |             | 杜佩茹                                       | 陳淑怡                           |
| 第29屆（1996-97）   | -                              |             | 韓宗澤                                       | 鄭義明                           |
| 第28屆（1995-96）   | -                              |             | -                                            | 蕭潤儀                           |
| 第27屆（1994-95）   | 陳國強                         |             | -                                            | 潘錦麟                           |
| 第26屆（1993-94）   | -                              |             | -                                            | 馬興國                           |
| 第25屆（1992-93）   | -                              |             | -                                            | 李昌海                           |
| 第24屆（1991-92）   | 盧家興（署理會長）             |             | 吳達光（辭職）                               | 張志堂                           |
| 第23屆（1990-91）   | -                              |             | -                                            | 黃永紅                           |
| 第22屆（1989-90）   | -                              |             | -                                            | -                                |
| 第21屆（1988-89）   | -                              |             | 陶君行                                       | 譚耀宗                           |
| 第20屆（1987-88）   | -                              |             | 陳福強                                       | 譚美蓮                           |
| 第19屆（1986-87）   | -                              |             | -                                            | 劉浩鵬                           |
| 第18屆（1985-86）   | -                              |             | -                                            | -                                |
| 第17屆（1984-85）   | -                              |             | -                                            | -                                |
| 第16屆（1983-84）   | -                              |             | -                                            | -                                |
| 第15屆（1982-83）   | 韋惠蓮                         |             | -                                            | 張永雄                           |
| 第14屆（1981-82）   | -                              |             | -                                            | -                                |
| 第13屆（1980-81）   | -                              |             | -                                            | -                                |
| 第12屆（1979-80）   | -                              |             | -                                            | -                                |
| 第11屆（1978-79）   | -                              |             | -                                            | -                                |
| 第10屆（1977-78）   | -                              |             | -                                            | -                                |
| 第9屆（1976-77）    | -                              |             | -                                            | -                                |
| 第8屆（1975-76）    | -                              |             | -                                            | -                                |
| 第7屆（1974-75）    | -                              |             | -                                            | -                                |
| 第6屆（1973-74）    | -                              |             | 黃志波                                       | -                                |
| 第5屆（1972-73）    | -                              |             | 陳瑞昌                                       | -                                |
| 第4屆（1971-72）    | -                              |             | -                                            | -                                |
| 第3屆（1970-71）    | -                              |             | -                                            | -                                |
| 第2屆（1969-70）    | -                              |             | -                                            | -                                |
| 第1屆（1968-69）    | -                              |             | -                                            | -                                |

＊編輯委員會於第39屆或以前名為「嶺南人編輯委員會」
＃嶺南大學學生會於第33屆或以前名為「嶺南學院學生會」
^ 仲議會於第48屆成立
＃ 上庄後辭職
備註：橫線表示人員名稱已不可考

## 學聯常委及首席正式觀察員
| 屆期（年份）      | 常委   | 身份                           | 首席正式觀察員 | 身份                     |
| 第53屆（2020-21） | 陳穎茵 | 時事及國是幹事(臨時行政委員會) | 潘嘉傑         |                          |
| 第50屆（2017-18） | 陳峻軒 | 外務副會長                     | 潘嘉傑         |                          |
| 第49屆（2016-17） | 張倩盈 | 外務副會長                     | 林肇麟         | 編委會副總編輯（出版部） |
| 第48屆（2015-16） | 柯凱齡 | 外務副會長                     | 許一傑         | 編委會副總編輯（出版部） |
| 第47屆（2014-15） | 羅冠聰 | 代表會主席                     | 彭嘉林         | 編委會副總編輯（出版部） |
| 第46屆（2013-14） | 吳嘉茜 | 外務副會長                     | 孫志超         | 編委會副總編輯（出版部） |
| 第45屆（2012-13） | 何潔泓 | 外務副會長                     | 陳嘉欣         | 編委會副總編輯（出版部） |
| 第44屆（2011-12） | 梁仕池 | 編委會執行編輯                 | 李珮禎         | 編委會副總編輯（出版部） |
| 第43屆（2010-11） | 鄧建華 | 外務副會長                     | 黃麗儀         | 編委會副總編輯（出版部） |
| 第42屆（2009-10） | 蘇佩雯 | 代表會臨時行政委員會委員       | 鄧建華         | 編委會副總編輯（出版部） |
| 第41屆（2008-09） | 鄭佩瑩 |                                | 楊善明         | 編委會副總編輯（出版部） |
| 第40屆（2007-08） | 鄭佩瑩 | 外務副會長                     | 鄒振東         | 編委會副總編輯（出版部） |
| 第39屆（2006-07） | 李青   |                                | 黃麗暉         | 編委會副總編輯（出版部） |

## 歷屆代表會成員
| 屆期               | 主席           | 副主席         | 秘書長               | 財務委員會                                                                          | 修章委員會 | 核數委員會                             | 觀察委員會                                                                   | 選舉委員會                                                                    | 屬會事務委員會                                                                                                  | 社區學院與持續進修學院事務委員會                                 | 檢察委員會/獨立檢察專員                | 會員事務委員會 | 虎地書室管理委員會 |
| 第57屆（2024-25）  | 賴卓賢         | 韓焯彥         | 韓焯彥               | 主席：吳泰霖 秘書：江子堯 委員：賴卓賢 當然委員：陳諾泓                             | 主席：孫希琳 秘書：廖凱欣 委員：胡天朗 委員：吳泰霖 委員：韓焯彥 當然委員：賴卓賢 當然委員：陳佩妍                         | 經修章後刪去此委員會。                 | 由於仲議會成立，已改為檢察委員會。                                           | 主席：吳泰霖 秘書：黃湘嵐 委員：陳洛敏 委員：潘皓賢 委員：楊曉晴 委員：賴卓賢 | 主席：胡天朗 秘書：羅晞彤 委員：陳曉淇、許焜霖 當然委員：何禕妮                                                 | 署理主席：許焜霖                                                 | 專員：陸世航、黃奕桐                   | 經修章後刪去此委員會。 |                    |
| 第56屆（2023-24）  | 吳泰霖         | 陳浩霖         | 陳浩霖               | 主席：吳泰霖 秘書：鄧雍珩 委員：賴文鈞 委員：陳浩霖 當然委員：賴卓賢                | 主席：李京 秘書：賴文鈞 委員：黃政峰 當然委員：吳泰霖 當然委員：韓焯彥                                                     | 經修章後刪去此委員會。                 | 由於仲議會成立，已改為檢察委員會。                                           | 主席：高興 秘書：陳芳楠 委員：吳泰霖                                          | 主席：陳芳楠 秘書：高興 委員：吳穎妍、何小瑩、麥柏霖 當然委員：馬樂兒                                           | 署理主席：麥柏霖 秘書：何小瑩 委員：區婉彤                       | 專員：陳嘉軒                           | 經修章後刪去此委員會。 |                    |
| 第55屆（2022-23）  | 賴文鈞         | 鄭兆陞         | 鄭兆陞               | 主席：林曉彤 秘書：劉淑麗                                                           | 主席：鄭兆陞 秘書：施子琛 委員：賴文鈞、李嘉盈                                                                             | 經修章後刪去此委員會。                 | 由於仲議會成立，已改為檢察委員會。                                           | 主席：鄭兆陞 秘書：賴文鈞 委員：施子琛                                        | 主席：譚雅文 秘書：林曉彤 委員：劉淑麗、陳倩柔、蕭俊杰                                                          | 署理主席：黎兆筠 秘書：譚雅文 委員：王家樂、梁玉琳               | 專員：馮楚文                           | 經修章後刪去此委員會。 |                    |
| 第53屆 （2020-21） | 駱梓鋒         | 王昊軒         | 林永嵐               | 主席：吳昊云 秘書：丘金暉                                                           | 主席：丘金暉 秘書：陳映蓉 委員：姚學禮 當然委員：駱梓鋒                                                                    | 經修章後刪去此委員會。                 | 由於仲議會成立，已改為檢察委員會。                                           | 主席：王昊軒 秘書：林卓思                                                     | 主席：吳昊云 秘書：丘金暉 委員：姚學禮 當然委員：林泳淇                                                         | 署理主席：王昊軒 秘書：李兆良 委員：楊詠珊                       | 專員：李旖汶                           | 經修章後刪去此委員會。 | 林泳淇             |
| 第52屆 （2019-20） | 霍麗瑩# 曾卓瑤 | 曾卓瑤# 呂佩欣 | 黃穎雪               | 主席：呂佩欣 秘書：朱衍羲                                                           | 主席：江堃奇 秘書：朱衍羲 委員：黃星博 當然委員：霍麗瑩#/曾卓瑤                                                            | 經修章後刪去此委員會。                 | 由於仲議會成立，已改為檢察委員會。                                           | 主席：王祺 秘書：朱衍羲                                                       | 主席：朱衍羲 秘書：王祺 委員：陳鳳儀# 當然委員：張莉雯# 當然委員：Aison Drake Wayne L 當然委員：趙羽西#         | (署理) 主席：林洛謙 秘書：江堃奇 委員：黃蔓菁                    | 專員：盧翠儀                           | 經修章後刪去此委員會。 |                    |
| 第51屆 （2018-19） | 霍麗瑩         | 林泳靈         | 柯浩源               | 主席：謝進朗 秘書：杜卓琳                                                           | 主席：杜卓琳 委員：袁雪凝 委員：謝進朗 當然委員：霍麗瑩                                                                    | 經修章後刪去此委員會。                 | 由於仲議會成立，已改為檢察委員會。                                           | 主席：林泳靈                                                                  | 主席：袁雪凝 秘書：姚慶萬                                                                                       | 署理主席：林泳靈                                                 | 主席：吳詠嵐 祕書：李翰林              | 主席：姚慶萬 當然委員：袁雪凝 當然委員：林泳靈                                                                                              |                    |
| 第50屆 （2017-18） | 林肇麟         | 李興發         | 何景熙               | 主席：馮家晞 秘書：黃嘉輝 委員：楊家雨 委員：霍麗瑩 委員：林芷凝 當然委員：鍾偉俊   | 主席：黃嘉輝 秘書：李凱露 委員：馮浩瑋 委員：楊家雨 委員：張倩盈 委員：馮家晞 委員：文韜 當然委員：林肇麟 當然委員：李翰林 | 經修章後刪去此委員會。                 | 由於仲議會成立，已改為檢察委員會。                                           | 主席：張倩盈 秘書：黃嘉輝 委員：李凱露 委員：馮浩瑋                           | 主席：馮浩瑋 秘書：楊家雨 委員：李凱露 委員：馮家晞 委員：陳嘉明 委員：曾愛玲 委員：李惠玲 當然委員：盧汶皚     | 署理主席：李凱露                                                 | 主席：吳紹文 祕書：李興發              | 主席：黎卓杰 秘書：張立軒 委員：楊家雨 委員：文韜 委員：陳曉桐 委員：葉家敏 委員：黃學謙 當然委員：馮浩瑋 當然委員：張倩盈 當然委員：溫芷琦 |                    |
| 第49屆 （2016-17） | 黃嘉輝         | 李凱露         | 楊家雨 張曉晴 馮浩瑋 | 主席：吳佩怡 秘書：梁晉希 委員：周亮 委員：吳秋妍 當然委員：馮家晞 當然委員：譚翠儀 | 主席：谷理揚 秘書：許一傑 當然委員：黃嘉輝 當然委員：鄭佩倫 當然委員：周韋樂                                               | 經修章後刪去此委員會。                 | 由於仲議會成立，已改為檢察委員會。                                           | 主席：許一傑 秘書：吳佩怡 委員：李凱露                                        | 主席：陳劍港 秘書：周亮 委員：彭朝鑫 委員：梁奕聰 委員：巢浚賢 當然委員：洪蔓薇                                 | 主席：吳秋妍                                                     | 主席：何遇舟 委員：劉子俊 委員：馬煜焜 | 主席：郭詠琳 秘書：谷理揚 委員：周亮 當然委員：許一傑 當然委員：陳劍港 當然委員：謝鈞豪                                                     |                    |
| 第48屆 （2015-16） | 谷理揚         | 周亮           | 林曉慧               | 主席：梁詩欣 委員：何楷 當然委員：廖婉婷 當然委員：吳佩怡                           | 主席：彭嘉林 委員：何楷 委員：周亮 當然委員：谷理揚 當然委員：劉振琳 當然委員：楊欣霞                                      | 主席：麥楚怡 委員：彭嘉林 委員：葉穎欣 | 由於仲議會成立，已改為檢察委員會。                                           | 主席：葉穎欣 委員：彭嘉林 委員：梁詩欣                                        | 主席：周亮 委員：何楷 委員：梁詩欣 委員：麥楚怡 委員：葉穎欣 當然委員：陳祖欣 當然委員：黃嘉輝                  | 主席：何楷                                                       | 主席：馬俊儀 委員：蘇諾為 委員：劉鴻樺 | |                    |
| 第47屆 （2014-15） | 羅冠聰         | 陳禮文         |                      | 主席：梁皓程 委員：李敖希 委員：蘇慶笙 委員：何楷 當然委員：丁凡 當然委員：梁詠珊   | 主席：戴梓軒 委員：何楷 委員：何心怡 當然委員：羅冠聰 當然委員：谷理揚 當然委員：徐韻彤                                    | 主席：夏昕婷 委員：李子誠 委員：戴琛兒 | 主席：陳聖儀 委員：王絲蓓 當然委員：陳禮文 當然委員：彭嘉林                  | 主席：陳綺婷 委員：楊淑儀 委員：陳凱霖 委員：林曉慧 委員：何心怡              | 主席：蘇慶笙 委員：林曉慧 委員：戴琛兒 委員：何楷 委員：何心怡 當然委員：葉穎欣                                 | 主席：陳凱霖                                                     |                                        | |                    |
| 第46屆 （2013-14） | 余僖弘         | 鄧浩然         | 葉威龍 陳萃蓉 郭可瀅 | 主席：林漪馨 委員：羅永富 委員：梁國潤 當然委員：蔡雨蒙 當然委員：黎廣宇            | 主席：羅永富 委員：林家毅 當然委員：余僖弘 當然委員：葉泳琳 當然委員：張文禮                                               | 主席：葉家昌 委員：李相河 委員：方曉霖 | 主席：黃國利 委員：溫廸雯 當然委員：鄧浩然 當然委員：曾雪雯 當然委員：孫志超 | 主席：李碧華 委員：馮櫻儀 委員：萬天琳 委員：李淑屏                           | 主席：梁國潤 委員：林家毅 委員：林漪馨 委員：李相河 委員：萬天琳 委員：馮櫻儀 當然委員：王絲蓓 當然委員：林信君 | 委員：李碧華 委員：馮櫻儀 委員：萬天琳 委員：李淑屏 委員：林樂培 |                                        | |                    |
| 第45屆 （2012-13） | 楊子傑         | 袁侃明         | 鍾藹儀 陳美燕        | 主席：鄒祝謙 委員：邱志傑 委員：陳嘉俊 當然委員：林漪馨 當然委員：林樂培            | 主席：邱志傑 委員：陳嘉俊 當然委員：楊子傑 當然委員：羅永富 當然委員：陳樹暉                                               | 主席：關詠支 委員：鄭秋賢 委員：周灝鈞 | 主席：關浩鵾 委員：張家駒 當然委員：袁侃明 當然委員：陳嘉欣 當然委員：胡詠欣 | 主席：彭駿健 委員：周灝鈞                                                     | 主席：陳嘉俊 委員：邱志傑 委員：彭駿健 委員：關詠支 委員：鄒祝謙 當然委員：郭子盈                               | 委員：彭駿健                                                     |                                        | |                    |
| 第44屆 （2011-12） | 鄧建華         | 李蕙如         | 徐澤文               | 主席：唐承祖 委員：關洛瑤 當然委員：鄒祝謙                                          | 主席：關洛瑤 委員：李傑豪 委員：鄭潔明 委員：胡家偉 當然委員：鄧建華 當然委員：楊子傑                                      | 主席：曾超然 委員：黃麗儀 委員：袁子敏 | 主席：邵信友 委員：游婉宜 當然委員：李蕙如 當然委員：李珮禎                  | 主席：蕭芷澄 委員：李傑豪 委員：袁子敏                                        | 主席：黃麗儀 委員：鄭潔明 委員：關洛瑤 委員：蕭芷澄 委員：曾超然                                                | 委員：唐承祖 委員：胡家偉                                        |                                        | |                    |
| 第43屆 （2010-11） | 羅英慈         | 羅恆威         | 羅富霖               | 主席：曾慶業 委員：俞詠欣 當然委員：何鴻興 當然委員：楊姁筠                         | 主席：戴肇深 委員：文子洋 委員：何惠彬 委員：蘇佩文 當然委員：羅英慈 當然委員：關洛瑤 當然委員：鄭司律                     | 主席：李嘉文 委員：鍾銘熙 委員：文芷玲 | 主席：鍾耀輝 委員：袁嘉欣 當然委員：羅恆威 當然委員：黃麗儀 當然委員：張彥子 | 主席：蘇佩雯 委員：文芷玲 委員：孫泰倫                                        | 主席：何惠彬 委員：文子洋 委員：俞詠欣 委員：鍾銘熙 委員：孫泰倫 當然委員：趙欣悅                               | 署理主席：戴肇深 委員：李嘉文                                    |                                        | |                    |
| 第42屆 （2009-10） | 林耀華         | 李樂恆         | 曾寶珠               | 主席：翁怡琪 委員：吳小紅 委員：楊智雯 委員：李天玥 當然委員：曾慶業                | 主席：聶凱進 委員：楊善明 委員：葉鳳儀 當然委員：林耀華 當然委員：羅英慈 當然委員：陳啟聰                                  | 主席：李偉業 委員：李詠嫻 委員：邱珮琪 | 主席：戴煜堂                                                                 | 主席：羅嘉彥 委員：翁怡琪 委員：邱珮琪                                        | 主席：鄧駿傑 委員：翁怡琪 委員：葉鳳儀 委員：邱珮琪 委員：吳小紅                                                |                                                                  |                                        | |                    |
| 第41屆 （2008-09） | 鄧啟麟         |                | 關文莉 趙欣欣        | 主席:郭春玲 委員:黃明蕙 委員: 麥婉芝#                                               | 主席：周宏量 當然委員:鄧啟麟 委員:李沛澤 委員:劉廣發                                                                       | 主席:林博凱 委員:黎偉樂 委員: 陳文樂   | 主席:陳德群 委員:鄭百宸                                                      | 主席:侯珈駿 委員:黃明蕙 委員: 何倩雯                                          | 主席：吳偉倫 委員: 黃明蕙 委員:周宏量 委員: 何倩雯 委員: 陳文樂                                                 |                                                                  |                                        | |                    |

＊ 上庄後加入

＃ 上庄後辭職

## 歷屆幹事會成員
| 屆期                | 閣名   | 會長                    | 副會長                     | 外務副會長                 | 財務幹事                   | 常務秘書                   | 內務秘書                   | 外務秘書                   | 校務幹事                   | 學術幹事                   | 時事及國是幹事             | 公關幹事                   | 文康幹事                   | 資訊統籌幹事               | 出版幹事                   | 福利幹事                   | 社運幹事                   | 人力及資源管理幹事         | 國際交流幹事               |
| 第55屆（2022-2023） | 翔曦   | 陳嘉寶                  | 温朗晴#                    | 羅芷澄#                    | 莊亦悠#                    | 李京                       | 葉嘉傑#                    | 張樂穎#                    | 冼耀正#                    | 陳靖軒#                    | -                          | -                          | -                          | -                          | -                          | -                          | -                          | 羅建強#                    | -                          |
| 第54屆（2021-22）   | -      | 江丞謙#/ 蘇竟邦（署理） | 出缺，需委任臨時行政委員會 | 出缺，需委任臨時行政委員會 | 出缺，需委任臨時行政委員會 | 出缺，需委任臨時行政委員會 | 出缺，需委任臨時行政委員會 | 出缺，需委任臨時行政委員會 | 出缺，需委任臨時行政委員會 | 出缺，需委任臨時行政委員會 | 出缺，需委任臨時行政委員會 | 出缺，需委任臨時行政委員會 | 出缺，需委任臨時行政委員會 | 出缺，需委任臨時行政委員會 | 出缺，需委任臨時行政委員會 | 出缺，需委任臨時行政委員會 | 出缺，需委任臨時行政委員會 | 出缺，需委任臨時行政委員會 | 出缺，需委任臨時行政委員會 |
| 第53屆（2020-21）   | -      | 駱梓鋒（署理）          | 出缺，需委任臨時行政委員會 | 出缺，需委任臨時行政委員會 | 出缺，需委任臨時行政委員會 | 出缺，需委任臨時行政委員會 | 出缺，需委任臨時行政委員會 | 出缺，需委任臨時行政委員會 | 出缺，需委任臨時行政委員會 | 出缺，需委任臨時行政委員會 | 出缺，需委任臨時行政委員會 | 出缺，需委任臨時行政委員會 | 出缺，需委任臨時行政委員會 | 出缺，需委任臨時行政委員會 | 出缺，需委任臨時行政委員會 | 出缺，需委任臨時行政委員會 | 出缺，需委任臨時行政委員會 | 出缺，需委任臨時行政委員會 | 出缺，需委任臨時行政委員會 |
| 第52屆（2019-20）   | -      | 霍麗瑩#/ 曾卓瑤（署理） | 出缺，需委任臨時行政委員會 | 出缺，需委任臨時行政委員會 | 出缺，需委任臨時行政委員會 | 出缺，需委任臨時行政委員會 | 出缺，需委任臨時行政委員會 | 出缺，需委任臨時行政委員會 | 出缺，需委任臨時行政委員會 | 出缺，需委任臨時行政委員會 | 出缺，需委任臨時行政委員會 | 出缺，需委任臨時行政委員會 | 出缺，需委任臨時行政委員會 | 出缺，需委任臨時行政委員會 | 出缺，需委任臨時行政委員會 | 出缺，需委任臨時行政委員會 | 出缺，需委任臨時行政委員會 | 出缺，需委任臨時行政委員會 | 出缺，需委任臨時行政委員會 |
| 第51屆（2018-19）   | -      | 霍麗瑩（署理）          | 出缺，需委任臨時行政委員會 | 出缺，需委任臨時行政委員會 | 出缺，需委任臨時行政委員會 | 出缺，需委任臨時行政委員會 | 出缺，需委任臨時行政委員會 | 出缺，需委任臨時行政委員會 | 出缺，需委任臨時行政委員會 | 出缺，需委任臨時行政委員會 | 出缺，需委任臨時行政委員會 | 出缺，需委任臨時行政委員會 | 出缺，需委任臨時行政委員會 | 出缺，需委任臨時行政委員會 | 出缺，需委任臨時行政委員會 | 出缺，需委任臨時行政委員會 | 出缺，需委任臨時行政委員會 | 出缺，需委任臨時行政委員會 | 出缺，需委任臨時行政委員會 |
| 第50屆（2017-18）   | 沛瑩   | 李翰林                  | 吳詠嵐                     | 陳峻軒                     | 鍾偉俊                     | 温芷琦                     | 盧汶皚                     | 潘嘉傑                     | 黃康瑜                     | -                          | -                          | 麥卓峰＊                   | -                          | 孫民傑                     | -                          | -                          | 冼志泓                     | 李慧婷＃                   | 湯彥揚                     |
| 第49屆（2016-17）   | 燧曦   | 鄭沛倫                  | 黎卓杰                     | 張倩盈                     | 馮家晞                     | 謝鈞豪                     | 洪蔓薇＊                   | 文韜                       | 姚詩婷                     | -                          | -                          | -                          | 梁凱鈴＃                   | 葉泳亨                     | 劉子軒＃                   | 張俊皓                     | 陳欣媛                     | -                          | 陳培興                     |
| 第48屆（2015-16）   | 驚蟄   | 劉振琳                  | 林曉恩                     | 柯凱齡                     | 廖婉婷                     | 關彥璋                     | 黃嘉輝                     | 李德雄                     | 張曉晴                     | 葉漢樑                     | 林小薇                     | 司徒緯麟                   | 龍飛菲                     | -                          | 馮鈺華                     | 吳詠昌                     | 易澄                       | 盧藝賢                     |                            |
| 第47屆（2014-15）   | -      | 羅冠聰（署理）          | 出缺，需委任臨時行政委員會 | 出缺，需委任臨時行政委員會 | 出缺，需委任臨時行政委員會 | 出缺，需委任臨時行政委員會 | 出缺，需委任臨時行政委員會 | 出缺，需委任臨時行政委員會 | 出缺，需委任臨時行政委員會 | 出缺，需委任臨時行政委員會 | 出缺，需委任臨時行政委員會 | 出缺，需委任臨時行政委員會 | 出缺，需委任臨時行政委員會 | 出缺，需委任臨時行政委員會 | 出缺，需委任臨時行政委員會 | 出缺，需委任臨時行政委員會 | 出缺，需委任臨時行政委員會 | 出缺，需委任臨時行政委員會 | 出缺，需委任臨時行政委員會 |
| 第46屆（2013-14）   | 逆風   | 葉泳琳                  | 曾雪雯                     | 吳嘉茜                     | 黎廣宇                     | 陳惠寧                     | 王絲蓓                     | 麥俊和                     | 胡國灝                     | 林朗兒                     | -                          | 李嘉莉                     | 何耀輝＊                   | 梁智軒＊                   | 陳聖儀                     | 張文意                     | -                          | -                          | -                          |
| 第45屆（2012-13）   | 狂瀾   | 陳樹暉                  | 胡詠欣                     | 何潔泓                     | 林樂培                     | 鄒慧敏                     | 郭子盈                     | 黎梓暘                     | 余僖弘                     | 郭嘉愉                     | 余煒彬                     | 何恩明＊                   | 葉嘉勇＃ 陳詩茵            | 秦希彤＊                   | 李雨夢                     | 區煒晧＃                   | 羅冠杰                     | -                          | -                          |
| 第44屆（2011-12）   | -      | 鄧建華（署理）          | 出缺，需委任臨時行政委員會 | 出缺，需委任臨時行政委員會 | 出缺，需委任臨時行政委員會 | 出缺，需委任臨時行政委員會 | 出缺，需委任臨時行政委員會 | 出缺，需委任臨時行政委員會 | 出缺，需委任臨時行政委員會 | 出缺，需委任臨時行政委員會 | 出缺，需委任臨時行政委員會 | 出缺，需委任臨時行政委員會 | 出缺，需委任臨時行政委員會 | 出缺，需委任臨時行政委員會 | 出缺，需委任臨時行政委員會 | 出缺，需委任臨時行政委員會 | 出缺，需委任臨時行政委員會 | 出缺，需委任臨時行政委員會 | 出缺，需委任臨時行政委員會 |
| 第43屆（2010-11）   | 鼎築   | 鄭司律                  | 張彥子                     | 鄧建華                     | 何鴻興                     | 顏麗娜                     | 趙欣悅                     | 陳嘉琳                     | 陳嘉偉                     | 廖梓霖                     | -                          | 黃可欣                     | 栗華箏                     | 茹婉敏                     | 何小珊                     | 王雅雯                     | -                          | -                          | -                          |
| 第42屆（2009-10）   | -      | 林耀華（署理）          | 出缺，需委任臨時行政委員會 | 出缺，需委任臨時行政委員會 | 出缺，需委任臨時行政委員會 | 出缺，需委任臨時行政委員會 | 出缺，需委任臨時行政委員會 | 出缺，需委任臨時行政委員會 | 出缺，需委任臨時行政委員會 | 出缺，需委任臨時行政委員會 | 出缺，需委任臨時行政委員會 | 出缺，需委任臨時行政委員會 | 出缺，需委任臨時行政委員會 | 出缺，需委任臨時行政委員會 | 出缺，需委任臨時行政委員會 | 出缺，需委任臨時行政委員會 | 出缺，需委任臨時行政委員會 | 出缺，需委任臨時行政委員會 | 出缺，需委任臨時行政委員會 |
| 第41屆（2008-09）   | -      | 鄧啟麟（署理）          | 出缺，需委任臨時行政委員會 | 出缺，需委任臨時行政委員會 | 出缺，需委任臨時行政委員會 | 出缺，需委任臨時行政委員會 | 出缺，需委任臨時行政委員會 | 出缺，需委任臨時行政委員會 | 出缺，需委任臨時行政委員會 | 出缺，需委任臨時行政委員會 | 出缺，需委任臨時行政委員會 | 出缺，需委任臨時行政委員會 | 出缺，需委任臨時行政委員會 | 出缺，需委任臨時行政委員會 | 出缺，需委任臨時行政委員會 | 出缺，需委任臨時行政委員會 | 出缺，需委任臨時行政委員會 | 出缺，需委任臨時行政委員會 | 出缺，需委任臨時行政委員會 |
| 第40屆（2007-08）   | 嶺南心 | 劉廣發                  | 陸銘宇                     | 鄭佩瑩                     | 郭春玲                     | 趙欣欣                     | -                          | 譚淑儀                     | 黃明蕙                     | 蘇玉瑩                     | -                          | 甄惠芳                     | 盧志傑                     | -                          | 黃嘉誠                     | 甘蕙妍                     | -                          | -                          | -                          |
| 第39屆（2006-07）   | Origin | 譚俊傑                  | 梁進穎                     | -                          | 唐漪汶                     | 何麗欣                     | 黃芷珊                     | 趙丹娜                     | 林冠新                     | 郭祉敬                     | 鄧以楷                     | -                          | 林傳雅                     | 吳宏坤                     | 蕭勁龍                     |                            |                            |                            |                            |

＊ 上庄後加入

＃ 上庄後辭職

## 歷屆編委會成員
| 屆期                | 閣名                   | 總編輯           | 副總編輯(行政部) | 副總編輯(出版部)  | 財務秘書       | 常務秘書       | 公共關係主任      | 排版及美術指導    | 執行編輯                                                                   |
| 第57屆（2024-2025） | 嶺翰                   | 陳佩妍           | 呂婉盈           | 吳旻羲            | 陳諾泓         | 何禕妮         | -                 | -                 | -                                                                          |
| 第56屆（2023-2024） | 萬嶺望                 | 韓焯彥           | 謝欣桐           | 鄧正言# -> 陳允衡 | 賴卓賢         | 馬樂兒         | 蘇宏威# -> 陸世航 | 李柃瑤# -> 陳佳銘 | 麥詠瑩、陳佳銘、陸世航、黃柏衡#、陳允衡                                    |
| 第55屆（2022-2023） | 溯嶺（臨時編輯委員會） | 任葆穎（署理）   | 陳允衡（署理）   | 陳允衡（署理）    | 梁祖兒（署理） | 楊玉儀（署理） | -                 | -                 | -                                                                          |
| 第54屆（2021-2022） | 代旦（臨時編輯委員會） | 楊玉儀（署理）   | 劉凱欣（署理）   | 劉凱欣（署理）    | 李卓杰（署理） | 林家祺（署理） | -                 | -                 | -                                                                          |
| 第53屆（2020-2021） | 越嶺                   | 江丞謙           | 潘嘉傑           | 蘇竟邦            | -              | 謝佩琳         | 湯壁瑜            | 張穎茵、陳穎璇    | 李嘉慧、朱梓瑩、何紹軒                                                     |
| 第52屆（2019-2020） | 弘納                   | 王昊軒           | 張春意           | 駱梓鋒            | 吳昊云         | 徐煡崳         | 江景婷            | 陳愷盈、江景婷    | 朱懿、吳漪琳、徐子傑                                                       |
| 第51屆（2018-2019） | 墨川（臨時編輯委員會） | 薛非凡（署理）   | -                | -                 | 吳子軒（署理） | -              | -                 | -                 | 林洛謙、林美欣、江堃奇、劉頌然（署理）                                     |
| 第50屆（2017-2018） | -                      | 林可淇（署理）   | -                | -                 | 柯浩源（署理） | -              | -                 | -                 | 何鍶韵、李芳 （署理）                                                      |
| 第49屆（2016-2017） | 驀嶺                   | 周韋樂＠、林肇麟 | 林肇麟           | 溫卓諭            | 譚翠儀         | 錢捷如＃       | 徐詠琪            | 劉詠彤、吳詠琪    | 鄧煥明、張凱柔、張梓俊、楊靄妍、吳智昇、林玉瑛、談芷茵、李樂生、謝如姿     |
| 第48屆（2015-16）   | 載道                   | 楊欣霞＠、許一傑 | 許一傑           | 聶穎欣            | 吳佩怡         | 陳祖欣         | 陳筠蒨            | 夏令意 郭芷菱     | 王志誠、蔡嘉欣、陳家健、鍾佩玲                                             |
| 第47屆（2014-15）   | 墨絡                   | 谷理揚           | 彭嘉林           | 麥晴              | 丁凡           | 葉穎欣         | 羅渟鈺            | 容文懿、鍾文意    | 黃浚煒、龍英顥、曾子軒、蒲燕欣＃、卜俊彥                                   |
| 第46屆（2013-14）   | 甦                     | 張文禮           | 孫志超           | 林杰欣            | 蔡雨蒙         | 林信君         | 李淑璆            | 黃穎、黃頌盈      | 羅惠玲#、劉章儀、 楊凱麟、關漢鋒、 高紫恩、謝文琪、 姚樂兒、戴梓軒 潘依樂∗ |
| 第45屆（2012-13）   | 言晞                   | 羅永富           | 陳嘉欣           | 林家毅            | 林漪馨         | 趙穎欣         | 何宛珊            | 陳健怡、林潔汶    | 顏穎彤、鄭家燕、 馮子殷、楊文娟                                            |
| 第44屆（2011-12）   | 百川                   | 楊子傑           | 李珮禎           | 陳雯菱            | 鄒祝謙         | 林希孺         | 梁韻廷            | 趙健愉            | 鄭慧珊、梁仕池、 羅欣欣、楊佩兒、 楊湘嵐                                   |
| 第43屆（2010-11）   | 薈聲                   | 關洛瑤           | 黃麗儀           | 張耀之            | 楊姁筠         | 羅朗欣         | 鍾豪輝            | 劉玨萃、劉雪穎    | 陳麗嫦、朱劍莉、 溫康琪、陳泇穎、 盧彥均、曾令燊                           |
| 第42屆（2009-10）   | 覺                     | 羅英慈           | 鄧建華           | 鍾雪兒            | 曾慶業         | 李健昊         | 曾惠蓮            | 張彩雲、龐淑寬    | 余雲嬌、江鼎立、 陳安怡、劉翠琁、 林曉嵐                                   |
| 第41屆（2008-09）   | 阡陌                   | 林耀華           | 楊善明           | 黃海恩            | 楊智雯         | 鄭惠卿         | 黃靜雯            | 朱惠儀            |                                                                            |
| 第40屆（2007-08）   | PUPIL                  | 周宏量           | 鄒振東           | 馬歡儀            | 蔣啟聰         | 楊翊騏         | 古秋明            | 陳玉明、鄭雅各    |                                                                            |
| 第39屆（2006-07）   | 采風                   | 馮凱琪           | 黃麗暉           | 梁龍威            | 鄧文雅         | 蔡茜雯         | 林凱怡            | 龍亮茵、蘇曉蕾    | 黃學文、張兆恆、 蕭欣浩、陳蕙欣、 林偉斌、陳詠雪、 易佩琪、李詠健、陳嘉欣  |

＊ 上庄後加入

＃ 上庄後辭職

＠ 上庄後被罷免

## 學生運動
- 1987年7月，嶺南學生會為獨立於校方的社團註冊組織，校方提出學生會會章的修改須經校方通過，學生組織舉辦論壇，有數百人出席，不少同學以校方損害學生會民主自治精神而指責學生事務處代表。翌年(1988年)5月，在校方提出在不替學生會收取學生會會費的情況下，嶺南學生會全民投票結果仍反對學生會修改會章須經校方批准。

- 1988年6月，英國學歷評審局指嶺南符合大學理工學術水平，惟政府漠視評審報告，反對將嶺南納入大學及理工撥款委員會（UPGC）的資助範圍，引發過半數嶺南師生（700人）的示威集會。結果政府接受學生提議增加對學生資助和改善講師待遇。7月，政府答允增加對嶺南資助，但400多名嶺南師生在中區遊行至布政司署集會，堅持嶺南須納入UPGC計劃。隨著港府宣佈大幅增加學額，UPGC在1990年6月推薦嶺南由1991至1992年度開始納入UPGC資助計劃。

- 1989年3月，嶺南學生會不滿膳堂食物質素，發起簽名運動和三天罷食。據悉那三日飯堂無一人光顧，校方終於提早中止飯堂合約。

- 1992年2月，嶺南學生會辦全民投票，議案為「要求校方取消降低入學資格之建議」。結果過半數同學（650人）投票，其中九成反對降低收生標準，校方在4月公佈取消有關建議。

- 2002年2月，嶺南大學北座宿舍對出空地突然開始進行興建工程，引起校內師生廣泛關注，並成立「校園及土地規劃關注小組」，關注該項由新鴻基地產發展有限公司進行的住宅工程（即現時的聚康山莊）。小組認為政府欠缺規劃，在位於屯門的大學落成前後，先後兩次把校園附近土地賣給地產商，窒礙大學發展空間；亦認為地產商在大學範圍內建住宅，欠缺社會良知，要求地產商停止工程。小組於3月至4月期間，發起「藍色行動」，舉行多次論壇、收集到千多個簽名、超過200名同學參與遊行、及向立法會申訴部投訴。但最終亦無法阻止該項工程進行。

- 2003年3月，美國攻打伊拉克，嶺大同學先後兩次於校園舉行晚會，抗議美國發動戰爭。3月25日的燭光晚會，有約100名師生參與，並手執燭光砌出和平標誌，表達「不要戰爭要和平」的信息。

- 2003年6月，嶺南大學學生於嶺大新聞組上自發組織共同參與七一大遊行，反應熱烈，據組織同學估計，當日到達摩頓台足球場集合的嶺大同學有超過200名。

- 2003年，政府計劃削減大學經費，引起學生不滿。嶺大學生於10月成立由學生會、系會及宿生會組成的約60人的聯合行動小組，以「保嶺存博」為號召，發起一連串抗議活動。小組於11月17日晚上舉行「熄燈晚會」，有半數（逾千）師生參加，並在晚上8時08分將教學樓燈光關掉，以示憂慮政府削資下嶺大可能在2008年關閉。

- 2009年4月，三名嶺南大學學生在永安發起禁食運動以紀念「六四事件」二十周年。2009年4月21日及22日，嶺大學生會舉行一連串紀念「六四」二十周年的活動，包括分享會及燭光晚會。在活動首天早上，三名學生自發六十四小時禁食運動，期望喚起同學對六四事件的關注。參與者一直駐守永安廣場，據悉沒有受到校方阻止，而參與者當時出席學生會舉辦的紀念活動（其中分享會及燭光晚會均有近百人出席），活動後亦有不少出席同學留意到禁食行動。行動截至4月24日晚上結束，受到蘋果日報、星島日報及明報等報館報道。學聯亦在稍後在時代廣場進行六十四小時禁食運動。

## 重大事件

### 音樂會粗口辱警歌風波
2015年4月17日，嶺南大學學生會幹事會舉辦「黑暗時代抗爭音樂會」，唯邀請的青年樂隊「血汗攻闖」獻唱辱警歌曲「Fuck The Police」，掀起軒然大波。有關片段經網絡廣泛流傳後，惹起撐警市民及團體強烈不滿，批評歌曲不但侮辱警隊，且毫無文化。嶺大回應指獻唱青年雖非該校學生，強調校方絕不容許再有同類事件發生，唯事件未有解決。4月22日，李偲嫣連同正義聯盟到嶺南大學示威。其後「幫港出聲」發表聲明，批評嶺大學生會引來社會公憤，在全球任何國家及地區都不能容忍。到4月27日，新界關注大聯盟強烈譴責學生會及樂隊，敦促警方立刻拘捕涉嫌人士，盡早展開刑事偵查。4月28日，幹事會在facebook發表聲明，題為〈捍衛學生會自主，冀建制團體「收皮」〉，強調對一切企圖干預學生會自主的打壓行為絕不妥協，又指有關團體的言論荒謬無稽。
到4月30日，嶺南大學校長鄭國漢向全校師生發表公開信，認為在嶺大校園出現以粗言穢語辱罵他人的舉動，是嚴重違背嶺大博雅教育的核心元素，不能容忍。稱已去信正式警告學生會勿再重犯，否則會受到紀律處分。而自己身為校長，責無旁貸，故此向所有受影響的人士以及關注事件的朋友致歉。
嶺大學生會外務秘書李德雄在5月1日早出席商台節目表示，事前已清楚知道歌曲的內容，亦承認歌曲有冒犯性，但沒料到會引來這麼大迴響。不過，他認為大學是有言論自由的場所，不應阻止與音樂會主題有關的歌曲，如果再讓學生會選擇，他們仍然會讓樂隊演唱有關歌曲。

### 兩度圍堵校董會
特首梁振英於2015年10月9日委任陳曼琪、何君堯等親建制人仕為新任嶺大校董，引起嶺大學生會的不滿，並於當日發出聲明，指新任校董為「失格之流」、並謂「大專院校逐一淪陷已成事實，昨日港大校委會禮崩樂壞，今日嶺南校董會群魔亂舞」，敬告嶺南人「不在沉默中爆發，就在沉默中滅亡」。嶺大學生會並於10月15日召開嶺南人前途商議大會，就作出公投、罷課或更進取之行動進行討論，當晚有百多名師生、校友出席，最後定出舉行大專修例公投、圍堵校董會等行動方針。
10月19日，嶺大校董會召開例行會議，學生會領導數十名學生搶先封鎖會議室門口，高峰時期有近百名學生參與圍堵行動，要求與校董會成員對話，並表達希望校董會成立專責小組，盡快展開修訂嶺南大學條例，並廢除特首校監應然制。是次行動令校董會因無法進行會議而流會，校董會成員亦席地而坐與學生對話近兩小時，後來在多名校董表態同意之下，校董會主席歐陽伯權承諾下次開會將就學生要求，商討成立專責小組，探討廢除特首必然擔任校監及特首委任部分校董。
1月12日，嶺大校董會再次召開會議，校董會就設立小組表決，並否決成立專責小組，以專注提升教育質素及事件無逼切性為由，於舊有由九人組成的嶺南大學條例修訂小組新增議程，處理校董會組成及校董會成員產生方法等議題。嶺大學生會批評校董會公然反口，甘為政權傀儡，並指大專修例公投展示嶺大學生要求廢除特首校監必然制之訴求，舊有的嶺南大學條例修訂小組僅有學生會會長作學生代表，批評其代表性不足，並指修訂建議「由小組及校董會作決定。換言之，即使諮詢結果如何，一眾校董都能重施故技，把其全盤推翻。」
2月22日，嶺大校董會再度開會，約20多名學生到場示威，要求校方檢討特首必然成為校監之制度，並檢視校董會之組成方法，期間一度與保安發生推撞，情況混亂，並再度令校董會流會。其後嶺南大學紀律委員會決定就學生會幹事包圍校董會的行動，向兩名學生發出警告信，並指兩人阻礙學校行政。學生會表示不認同校方以紀委會查處學生的示威行動，強調學生有校內示威的自由。嶺大學生會並於4月初在校內搜集簽名，要求紀委會撤銷聆訊，獲逾一千名學生支持。

## 嶺南大學學生會財務挪用案
2025年6月4日，香港警方新界北總區重案組拘捕3男1女，年齡介乎21至24歲，涉嫌盜用嶺南大學學生會約130萬港元的資金。被捕人士包括嶺南大學學生會的前屆及現屆幹事，他們被指將款項挪用至私人用途或其他組織賬戶
。

### 案件背景
警方於早前接獲報案，指控嶺南大學學生會的財務存在混亂狀況。經調查發現，該學生會的財務管理運作需要兩位幹事共同簽署支票以兌現。調查顯示，在2024年4月至2025年5月期間，兩名幹事簽發了4張支票，總值約130萬港元。
其中，40萬港元被存入一個本地學生組織的賬戶，其餘90萬港元則分別存入兩位現任學生會幹事的私人戶口。警方進一步追蹤款項去向，發現部分資金被用於私人用途，包括支付信用卡欠款、飲食娛樂、購買機票、償還私人貸款及投資。

### 警方行動
6月4日，警方在大嶼北及深水埗展開行動，拘捕3男1女。他們分別為學生、店務員及文員。警方亦搜查被捕人士住所，檢獲手提電話、電腦、銀行文件、支票簿及銀行卡等物品。同日下午，警方進一步搜查嶺南大學宿舍，並考慮凍結其中兩名涉案幹事的銀行戶口。
警方將案件交由新界北總區重案組第一隊進行調查。警方表示案件牽涉學生會財政管理漏洞，呼籲大學加強對學生會的監督。警方另指學生會應以誠信為基礎，為學生服務，而非中飽私囊。
案件仍在調查中，警方將諮詢律政司意見。